# Distretto di Yarang
Il distretto di Yarang (in thailandese: ยะรัง) è un distretto (amphoe) della Thailandia, situato nella provincia di Pattani.